# 2-я моторизованная дивизия (вермахт)
2-я моторизованная дивизия (2. Infanterie-Division (mot.)) — тактическое соединение сухопутных войск вооружённых сил нацистской Германии.

## Формирование
Дивизия была сформирована в 1934 году в Штеттине на основе 4-го и 5-го пехотных полков 2-й пехотной дивизии рейхсвера. Первоначально в целях дезинформации штаб дивизии носил название «военное управление Штеттина» (нем. Wehrgauleitung Stettin), затем «командир артиллерии II» (нем. Artillerieführer II). Когда в октябре 1935 года официально было объявлено о создании вермахта, дивизия стала именоваться 2-й пехотной (нем. 2. Infanterie-Division) и была подчинена командованию 2-го корпусного округа. Неофициально называлась «Померанской дивизией» (нем. Pommerische Division), так как была сформирована в Померании и первоначально комплектовалась призывниками из этой земли. Первоначально в состав дивизии вошли 4-й, 5-й и 25-й пехотные полки. В 1936 года 4-й полк был изъят из дивизии, послужив основой для формирования новой 32-й пехотной дивизии. Вместо него был вновь сформирован 92-й пехотный полк. 12 октября 1937 г. дивизия стала моторизованной (официально — 2. Infanterie-Division (mot.), то есть 2-я моторизованная дивизия). 1 апреля 1938 года дивизия из 2-го корпусного округа перешла под контроль командования 14-го корпусного округа, отвечавшего за моторизованные соединения.

## Боевой путь
Во время подготовки к боевым действиям против Чехословакии во время Судетского кризиса 1938 года 2-я моторизованная дивизия в составе 14-го армейского корпуса вошла в состав 10-й армии, развёрнутой в северной части Баварии. Накануне вторжения в Польшу в 1939 году дивизия была включена в состав 19-го армейского корпуса. В его составе дивизия участвовала в разгроме армии «Поможе» в польском коридоре, а затем в продвижении к Бресту с целью окружения основных сил польской армии. После разгрома Польши дивизия была переброшена на Западный фронт в район Саара. В ходе Французской кампании 1940 года дивизия действовала в составе 15-го моторизованного корпуса генерала Германа Гота, подчинённого командованию 4-й полевой армии. 5 октября 1940 года началось переформирование дивизии в танковую, завершившееся 10 января 1941 года, когда она получила название 12-й танковой дивизии.

## Организация
- 5-й пехотный полк, с 12 октября 1937 г. — 5-й моторизованный полк (Infanterie-Regiment (mot.) 5)
- 25-й пехотный полк, с 12 октября 1937 г. — 25-й моторизованный полк (Infanterie-Regiment (mot.) 25)
- 92-й пехотный полк, с 12 октября 1937 г. — 92-й моторизованный полк (Infanterie-Regiment (mot.) 92), с 13 октября 1939 г. в составе 60-й пехотной дивизии
- 2-й артиллерийский полк (Artillerie-Regiment (mot.) 2)
- 1-й дивизион 38-го артиллерийского полка
- 2-й батальон АИР (до декабря 1939 года)
- 2-й дивизион противотанковой обороны (Panzerabwehr-Abteilung 2)
- 2-й разведывательный батальон (Aufklärungs-Abteilung (mot.) 2)
- 32-й сапёрный батальон (Pionier-Bataillon (mot.) 32)
- 2-й батальон связи (Nachrichten-Abteilung (mot.) 2)

## Командиры дивизии
- генерал-лейтенант Хуберт Герке, с 1 октября 1934 г.
- генерал-лейтенант Пауль Бадер, с 1 апреля 1937 г.
- генерал-майор Йозеф Гарпе, с 5 октября 1940 г.

## Начальники оперативного отдела штаба дивизии
- майор Фридрих-Вильгельм Хаук, с 1 октября 1936 г.
- подполковник Хайнц Хакс, с 10 ноября 1938 г.
- майор Хельмут Бергенгрюн, с 20 сентября 1940 г.

## Награждённые Рыцарским крестом Железного креста
- Карл Брюггеманн, 28.11.1940 – унтер-офицер, командир отделения штабной роты 5-го моторизованного полка
- Клаус фрайхерр фон Харденберг, 30.11.1940 – майор, командир 11-й роты 25-го моторизованного полка
- Хуберт Бринкфорт, 07.03.1941 – ефрейтор, наводчик 14-й (противотанковой) роты 25-го моторизованного полка